# جان بروتون
جان بروتون (انگلیسی: John Bruton; ۱۸ مهٔ ۱۹۴۷ – ۶ فوریهٔ ۲۰۲۴) سیاست‌مدار اهل جمهوری ایرلند بود. وی از ۱۵ دسامبر ۱۹۹۴ تا ۲۶ ژوئن ۱۹۹۷ نخست‌وزیر ایرلند بود.
جان بروتون در ۶ فوریه ۲۰۲۴، بعد از یک دوره طولانی بیماری در سن ۷۶ سالگی درگذشت.